# Xã Eminence, Quận Logan, Illinois
Xã Eminence (tiếng Anh: Eminence Township) là một xã thuộc quận Logan, tiểu bang Illinois, Hoa Kỳ. Năm 2010, dân số của xã này là 421 người.